# Ulf Kirsten
Ulf Kirsten, född 4 december 1965 i Riesa, är en tysk före detta professionell fotbollsspelare (anfallare).

## Klubbkarriär
Ulf Kirsten var redan under 1980-talet en av DDR:s bästa anfallare. Under 1990-talet, efter murens fall, etablerade sig Ulf Kirsten som en av toppanfallarna i Bundesliga och kom med i Tysklands landslag. Under 13 år i Bayer Leverkusen så gjorde Kirsten 182 mål på 350 matcher, vilket är femte bäst i Bundesliga genom tiderna. Ulf Kirsten blev Bundesligas skyttekung tre gånger. Ulf Kirsten avslutade den aktiva karriären 2003. Han har sedan varit med i Bayer 04 Leverkusens tränarstab fram till 2011.

## Landslagskarriär
Ulf Kirsten gjorde totalt 100 landskamper, 49 för Östtyskland samt 51 för Tyskland. Kirsten spelade för Tyskland under VM 1994, VM 1998 och EM 2000.

## Meriter
Dynamo Dresden
- DDR-Oberliga: 1989, 1990
- Östtyska Cupen: 1985, 1990

Bayer Leverkusen
- Tyska Cupen: 1993